# Donnenahalli, Bangalore South
Donnenahalli là một làng thuộc tehsil Bangalore South, huyện Bangalore Urban, bang Karnataka, Ấn Độ.